# Die Oma ist tot
Die Oma ist tot ist eine deutsche Komödie aus dem Jahr 1997.

## Handlung
Oma Vera möchte ihren Geburtstag feiern – und das im Kreise ihrer Lieben. Also macht sich die rüstige und trinkfreudige Seniorin per Bus auf den weiten Weg von ihrer polnischen Heimat ins beschauliche Pinneberg, um ihre Enkelin Linda und deren Familie zu besuchen. Mit jeder Menge Wodka im Gepäck steigt sie in den Bus, der sie zu ihrer Feier bringen soll. Bereits auf der Fahrt entledigt sich Oma Vera eines Teils des mitgebrachten Wodkas, indem sie ihn mit einigen anderen Fahrgästen teilt.
Nach der feucht-fröhlichen Anreise wird sie von Linda, deren Mann Lothar und den Kindern Christina und Jan am Busbahnhof in Pinneberg empfangen. Diese wurden von ihrer Mutter flugs in eine schlesische Tracht gesteckt, was nicht nur den Kindern, sondern auch Oma Vera ein bisschen unangenehm ist, denn diese findet die „Trachtengruppe“ furchtbar. Trotzdem bleibt sie guter Dinge und verbringt mit der Verwandtschaft, zu der neben Lindas Familie auch Lothars Eltern gehören, einen wodkareichen Abend. Nachdem Lothars Eltern sich verabschiedet haben, fällt auch Oma Vera in einen tiefen Schlaf, aus dem sie nie mehr erwachen wird.
Am nächsten Morgen findet Lothar sie tot in ihrem Bett und kreischt – trotz seines Brummschädels – zunächst lauthals „Die Oma ist tot!“, bevor der Familienrat tagt, um zu beratschlagen, was nun geschehen soll. Diese Entscheidung wird Lothar zunächst abgenommen, denn die ersten Bestattungsunternehmer stehen schon vor der Tür, um Kostenvoranschläge einzureichen und Maß zu nehmen. Oma Vera hat verfügt, dass sie in ihrem Heimatort neben Opa Piotr beerdigt werden will, aber die Bestattungsunternehmen, die Lothar aufsucht, verlangen horrende Preise für den Transport und die Beerdigung. Die Brömmers beschließen daher, Oma Vera eigenhändig nach Polen, in die schlesische Heimat, zu bringen.
Mit der Oma in einem Surfbrettträger, den sie auf das Dach ihres Autos geschnallt haben, reisen die Brömmers also Richtung Polen. Nachdem ihnen zunächst das Benzin ausgegangen ist, hilft ihnen Hubert Köster aus der Patsche. Doch dann wird die Oma samt Surfbrettträger von den windigen Händlerinnen Selma und Luisa gestohlen, und eine richtige Odyssee beginnt, bis die Oma endlich dort liegt, wo sie hingehört – in schlesischer Erde neben ihrem verstorbenen Mann.

## Hauptpersonen

### Lothar Brömmer
Hape Kerkeling spielt Lothar Brömmer, einen Busfahrer, der sehr viel Wert darauf legt, dass seine Route nicht über den Gustav-Boddenkamp-Ring führt. Lothar ist mit dem ganzen Trubel rund um Oma Vera zunächst ziemlich überfordert, fügt sich dann aber in sein Schicksal und unterstützt seine Gattin darin, den letzten Wunsch ihrer Oma zu erfüllen.

### Linda Brömmer
Neben Lindas (Janette Rauch) polnischem Akzent ist vor allem ihre Liebe/Sucht nach Kuchen erwähnenswert. Sie bekommt bereits Rabatt bei der Konditorei, obwohl man ihr dies aufgrund ihrer schlanken Taille eigentlich nicht ansieht.

### Oma Vera
Omas (Tana Schanzara) Motto ist „Ein Schnaps, ein Lied“, und ihre Trinkfestigkeit ist ihr dabei eine große Hilfe – jedenfalls so lange, bis sie friedlich einschläft und ihre Familie sie nach Polen bringen muss.

### Hubert Köster
Hubert (Michael Benthin) ist der Gewinner des 2. Preises in einer TV-Show und damit eines Surfbretts, genau wie Familie Brömmer. Nur ist seins etwas kürzer und in Silber statt Gold gehalten. Er trifft die Brömmers auf der Straße, als ihnen das Benzin ausgeht, und hilft ihnen diverse Male aus der Patsche – sogar dann noch, als er erfährt, was die Brömmers wirklich auf dem Dach spazieren fahren.

### Selma und Luisa
Eigentlich handeln sie mit Autos, aber wenn ein Surfbrettträger auch einen guten Preis bringt, dann wird er halt auch verkauft. Sie stellen mit Vorliebe falsche Fahrzeugpapiere aus, bringen auch schon mal einen ausrangierten Panzer an den Kunden und verbringen den Rest der Zeit damit, als Outlaws ihr Dasein zu fristen. Gespielt werden sie von den Missfits Gerburg Jahnke und Stephanie Überall.

## Wissenswertes
- Die Namen der windigen Autoschieberinnen Selma und Luisa leiten sich von den Hauptfiguren des US-Spielfilms Thelma & Louise ab.
- Dorothea Walda, die im Film Club Las Piranjas als Touristin zu sehen ist, spielt in diesem Film eine Bestattungsunternehmerin, die den Brömmers einen Schwarztransport anbietet.
- Der Gustav-Boddenkamp-Ring in Pinneberg, von dem im Film auffällig oft die Rede ist, existiert nicht.

## Rezeption
- „Viele Gags sind leider ziemlich panne. Fazit: … und der Witz ist um die Ecke.“ (TV Spielfilm).[1]